# Heroes Chronicles
Heroes Chronicles ist eine Serie von rundenbasierten Computer-Strategiespielen, welche auf Heroes of Might and Magic III basiert.
2000 und 2001 wurden diverse Einzelkampagnen veröffentlicht, welche in spieltechnischer Hinsicht mit Heroes of Might and Magic III identisch sind, allerdings ohne das Hauptprogramm vorauszusetzen. Aufgrund des schlechten Preis-Leistungs-Verhältnisses (die meisten Episoden enthalten gerade einmal acht Szenarien, ein Leveleditor oder Mehrspielermodus sind nicht vorhanden) war der Serie jedoch kein großer Erfolg beschieden. Gelobt wurden jedoch die Gestaltung der Szenarien und die ausführliche Entwicklung der Charaktere und der Hintergrundgeschichte, welche Heroes III und IV miteinander verbindet.

## Handlung

### Warlords of the Wasteland
Die erste Kampagne beschreibt die Vorgeschichte des Helden Tarnum, der sich als junger Barbar aufmacht, sein Volk aus der Unterdrückung der Zauberer zu befreien. Im Laufe seines Feldzugs entwickelt sich Tarnum jedoch selbst immer mehr zum grausamen Tyrannen, weswegen er nach seinem Tod als unsterblicher Held für seine Sünden büßen muss.

### Conquest of the Underworld
Erathias Königin sieht im Traum, wie der Geist ihres verstorbenen Vaters aus dem Paradies entführt wird. Tarnum erhält nun die Aufgabe, in die Unterwelt einzudringen und ihn wieder zu befreien – eben jenen Mann, der ihn einige Jahre zuvor im Kampf getötet hatte.

### Masters of the Elements
Die Herren der Elemente bereiten sich auf einen großen Krieg vor und wollen Kolonie als Schlachtfeld missbrauchen. Im Auftrag des Zaubererkönigs Gavin Magnus reist Tarnum auf die Elementarebenen, um sie daran zu hindern. Seine barbarischen Gewohnheiten und sein alter Hass auf Magie sorgen allerdings für Konflikte mit seinen eigenen Truppen.

### Clash of the Dragons
Drachenkönigin Mutare hat inzwischen ganz Nighon erobert und greift nun das Festland an. Als Waldläufer muss Tarnum die Drachen wieder auf seine Seite bringen, um die Invasion abwehren zu können.

### The World Tree
In einem unterirdischen Höhlensystem muss Tarnum Nekromanten daran hindern, die Quelle allen Lebens zu zerstören. Dabei trifft er auch auf einen konkurrierenden Barbarenstamm, die den wahnsinnigen Gott Vorr verehren, da sie ihn für den legendären Barbarentyrann (also Tarnum selbst) halten.

### The Fiery Moon
Die Handlung setzt die von The World Tree fort: Tarnum muss die von Vorr gefangenen gehaltenen anderen Götter der Barbaren befreien.

### The Final Chapters
Ein Paket mit zwei Kampagnen mit jeweils acht Szenarien.
In Revolt of the Beastmasters, der ersten der beiden Episoden, soll Tarnum die Sumpfbewohner befreien, die er während seiner Herrschaft unterworfen hatte und die inzwischen den Menschen von Erathia als Sklaven dienen. Der verrückte König Greifenherz würde die Aufständischen allerdings lieber tot sehen, anstatt sie in die Freiheit zu entlassen.
The Sword of Frost bildet als letzte Episode den Abschluss der Chronicles-Serie und gleichzeitig die Vorgeschichte zu Heroes IV. Das Schwert des Frostes ruht auf Vori, der Insel der Schneeelfen, und soll einer alten Prophezeiung zufolge eines Tages die Welt zerstören. Gelu zieht aus, um es zu vernichten, begreift jedoch nicht, dass er die Welt dadurch erst in Gefahr bringt. Da Erathia und Avlee sich weigern, gegen ihren Helden zu kämpfen, muss Tarnum nach Nighon reisen und aus den Dungeonkreaturen eine Armee zusammenstellen, die Gelu aufhalten kann. Aber auch Kilgor hat eine seiner Frauen nach Vori gesandt, um das Schwert für ihn zu finden.

## Veröffentlichung
Diese fünf Szenarien umfassende Bonusepisode The World Tree wurde von 3DO nur als Download angeboten. Die Kampagne ist kostenlos, setzt allerdings voraus, dass mindestens zwei der vier regulären Episoden bereits installiert sind. Offiziell wurden nur die US-amerikanischen Versionen der regulären Episoden als Basis akzeptiert; diese Einschränkung lässt sich jedoch durch einen einfachen Trick umgehen.
Gleiches gilt für die ebenso fünf Szenarien umfassende Bonusepisode The Fiery Moon, allerdings werden hier drei der vier ursprünglichen Kampagnen vorausgesetzt.
Da man zu schlechte Verkaufszahlen befürchtete, wurden The Final Chapters zunächst ausschließlich in Europa veröffentlicht; erst ab 2002 konnten auch amerikanische Spieler The Final Chapters in 3DOs Online-Shop bestellen.
Auf GOG.com wurden die acht Episoden in englischer Sprache als Komplettpaket veröffentlicht.

## Rezeption
| Spiel                      | Metacritic |
| -------------------------- | ---------- |
| Warlords of the Wasteland  | 67/100     |
| Conquest of the Underworld | 64/100     |

Die Wertungen zu Heroes Chronicles sind durchwachsen. Die Episoden wurden insbesondere für den hohen Preis kritisiert, da sie zum Großteil auf Heroes of Might and Magic III basieren.